# Fushimi Sanpō Inari-jinja

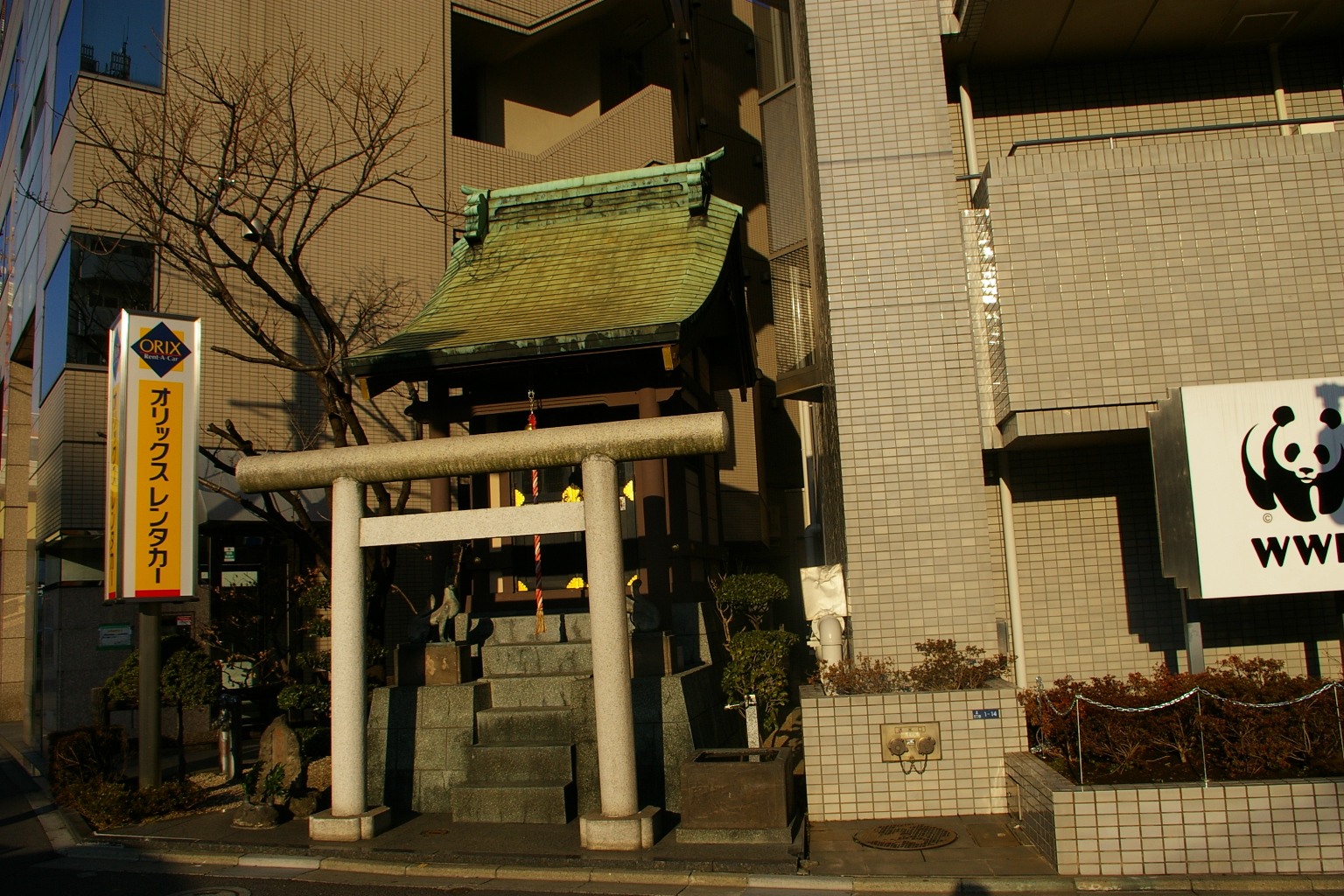
Sanctuaire Fushimi Sanpō Inari.

Le Fushimi Sanpō Inari-jinja (伏見三寳稲荷神社) est un sanctuaire shinto situé à Shiba 3-chōme, Minato-ku, à Tokyo au Japon, établi pour adorer Inari. Il se trouve sur Mita Dōri (en) près du bâtiment du pont Akabane des Nippon Life Insurance, et en face de l'hôpital central Saiseikai. Son toit est en cuivre et le sanctuaire est construit en béton.
Le terrain sur lequel est bâti le sanctuaire est appelé « Shiba Shin'ami-chō » durant l'époque d'Edo, terres anciennement propriétés du clan Arima.